# Shire (Verwaltungseinheit)
Der Shire (Aussprache [ˈʃaɪə], als Namensbestandteil -shire meist [-ʃə] oder seltener [-ʃɪə]) war in der angelsächsischen Zeit ein Verwaltungsgebiet (vergleichbar mit Gau oder Pagus).

## Geschichte
Die ersten Shires wurden im Frühmittelalter im Königreich Wessex eingerichtet. Nach der Ausweitung der Herrschaft von Wessex im 9. Jahrhundert wurden die zuvor selbständigen Kleinkönigreiche Sussex, Essex und Kent zu Shires herabgestuft. An der Spitze eines Shire stand ein Ealdorman, später oft ein Earl. Mit der Verwaltung war ein „shire-gerēfa“ betraut. Diese Bezeichnung wurde zu „shire-reeve“ und schließlich zu „sheriff“. Zu den Verwaltungssitzen der Shires waren die Steuern zu verbringen: das geld (die Landsteuer) und das heregeld (die Heeressteuer / Wehrsteuer). Nach diesen Verwaltungssitzen waren diese Shires benannt, z. B. Oxfordshire oder Lancashire.
Mit der normannischen Eroberung Englands wurden die Shires in die Gebietseinheiten der Normannen eingegliedert. Sie behielten zwar ihren traditionellen Namen, wurden aber zu den sogenannten Countys (Grafschaften). Shires bestehen heute noch in Australien als lokale Verwaltungseinheiten.
In der englischen Kolonie in Nordamerika, den heutigen Vereinigten Staaten, wurden in Virginia 1634 acht shires gegründet, die später zu countys umbenannt wurden. Es gab ab 1664 bis 1683 auch das York Shire in der Provinz von New York, das dann auch zu countys umgegliedert wurde.

## In Australien
In Australien ist Shire häufig die Bezeichnung für eine Local Government Area (LGA) in den Bundesstaaten New South Wales, Victoria, Queensland und Western Australia.